# 毕宿增四
金牛座40，又名BD+05 584，HD 25558、SAO 111585、HR 1253，是金牛座的一颗恒星，视星等为5.33，位于銀經185.31，銀緯-33.28，其B1900.0坐标为赤經3h 58m 26.4s，赤緯+5° -33.28′ 35″。